# Estrela da Serra Futebol Clube
Estrela da Serra Futebol Clube é uma agremiação esportiva da cidade de Magé, fundada a 15 de novembro de 1975. Atualmente disputa competições amadoras.

## História

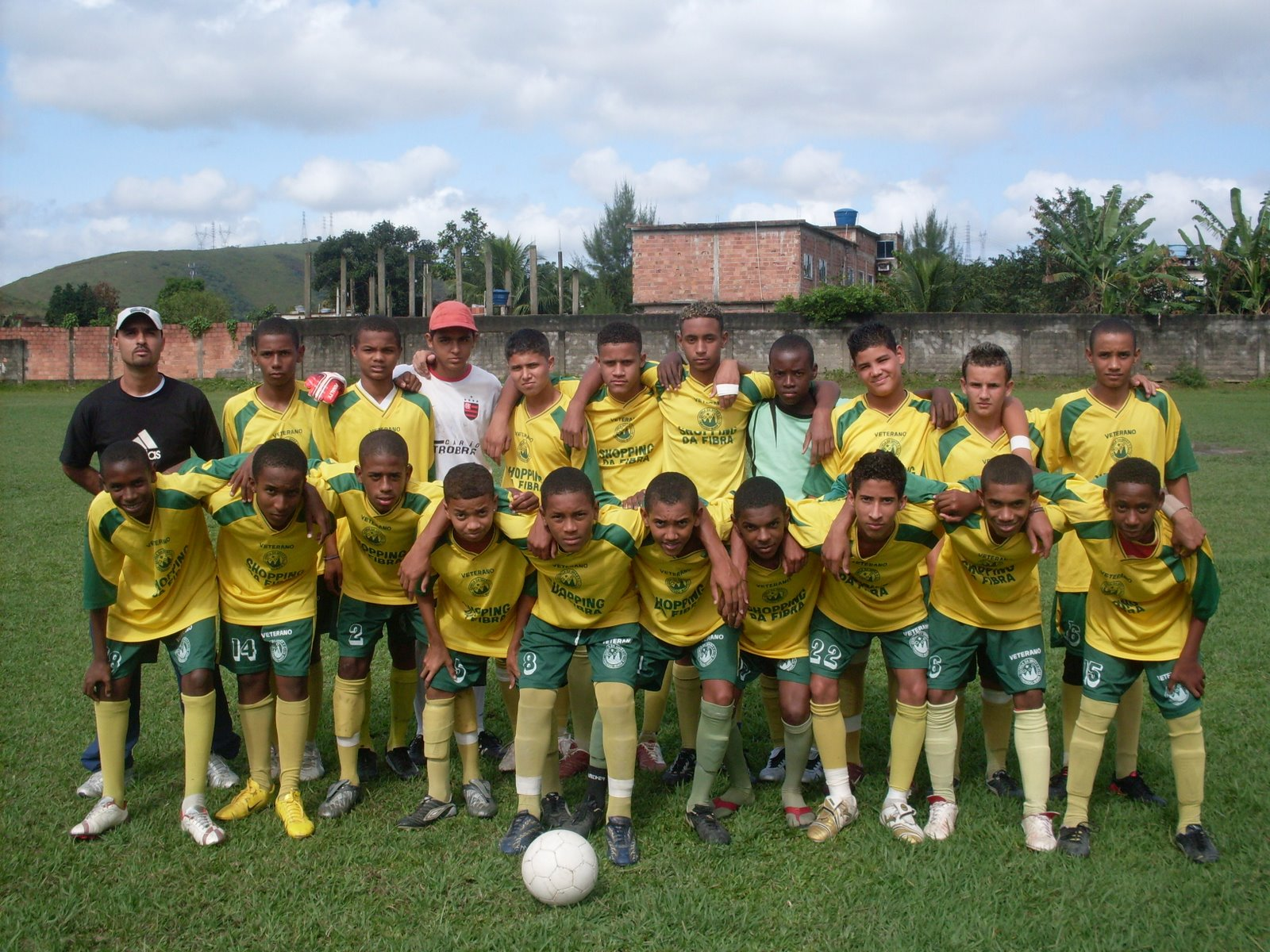
Equipe infantil do Estrela da Serra em 2009

Após disputar por anos os campeonatos da Liga Mageense de Desportos, o clube do bairro de Fragoso decidiu partipar pela primeira vez do profissionalismo. Disputou a Terceira Divisão, na prática a Quarta, sob a administração de Celso Marques, do Campeonato Estadual do Rio de Janeiro, em 1995, com boa campanha, se sagrando terceiro colocado, atrás somente do campeão Tio Sam Esporte Clube e Belford Roxo Futebol Clube.
Após esse certame, se licenciou, não mais retornando às competições de âmbito profissional. Recentemente foi desfiliado da FFERJ por estar ausente há mais de seis anos dos campeonatos promovidos pela entidade que rege o futebol do Rio de Janeiro. Disputa atualmente os campeonatos da liga de sua cidade.
Em 2004, foi campeão da categoria Adultos da Liga Mageense de Desportos ao derrotar na decisão o Esporte Clube Palmeira. No mesmo ano vence também a categoria de Juniores ao bater na final o Santo Antonio Futebol Clube.
Em 2009, foi vice-campeão da liga de Magé ao perder na categoria de Juniores para o Andorinhas Futebol Clube. Na categoria Pré-Mirim foi campeão ao bater o Piabetá Esporte Clube na decisão.
É presidido por Sebastião José Ramos (Vevé). Possui estádio próprio, o Denerval Isaías Machado, com capacidade para 1.000 pessoas.

## Títulos
- 2010 - Vice-campeão da Liga Mageense de Desportos (Pré-Mirim);
- 2009 - Vice-campeão da Liga Mageense de Desportos (Juniores);
- 2009 - Campeão da Liga Mageense de Desportos (Pré-Mirim);
- 2004 - Campeão da Liga Mageense de Desportos (Adultos);
- 2004 - Campeão da Liga Mageense de Desportos (Juniores);

## Estatísticas

### Participações
| Competição         | Temporadas | Melhor campanha    | Estreia | Última | P | R |
| ------------------ | ---------- | ------------------ | ------- | ------ | - | - |
| Série C do Carioca | 1          | 3º colocado (1995) | 1995    | 1995   | – |   |